# Commissione interdicasteriale per il Catechismo della Chiesa cattolica
La Commissione interdicasteriale per il Catechismo della Chiesa cattolica era un dicastero della Curia Romana.

## Storia
Tale organo fu istituito da papa Giovanni Paolo II nel marzo 1993 e si pose in continuità con le due commissioni precedenti, la Commissione per la preparazione del Catechismo per la Chiesa universale (10 luglio 1986 - dicembre 1992) e la Commissione editoriale (1991).

## Compiti
A questa commissione fu affidato il compito di coordinare le attività del Catechismo della Chiesa cattolica, promuovendo iniziative per una sua migliore conoscenza, esaminando e approvando le traduzioni dalla editio typica latina, sulla quale si basano tutte le altre traduzioni nelle diverse lingue.